# 伝
伝（でん、zhuan、傳）とは、儒教の基本経典となる六経に対する注釈書。記（き）と呼ばれるものもあり、合わせて伝記（でんき）ともいう。伝説上、孔子および孔子の直弟子（七十子、特に子夏）から伝承され、その系譜を受けたものによってなされた注釈をいう。このため伝統的な儒教では伝に孔子の思想が込められていると考えられ、経の次に重要な書物とされた。なお、実際には戦国末期・秦・漢初の儒家たちによって編纂されたものである。
また宋代になると漢唐の注釈は批判されるようになり、従来の伝は否定されるようになり、自らが孔子の道統を継いでいるとする自負によって「伝」の名のもとに新たな注釈が作られた。
後には権威ある伝は経とまとめて一つの書物とされ、五経の一部となっている。

## 主な伝

### 易経
- 易伝（十翼） - 孔子の伝とされる。彖伝（上下）・象伝（上下）・繋辞伝（上下）・文言伝・説卦伝・序卦伝・雑卦伝の十伝
- 子夏易伝 - 子夏の伝とされる。『漢書』芸文志にはなく、『隋書』経籍志には記載されている。現行の11巻本は偽書とされる。

- 程氏易伝 - 北宋・程頤
- 漢上易伝 - 南宋・朱震

### 書経
- 尚書大伝 - 秦の博士伏生が編纂。
- 偽孔伝（孔安国伝） - 漢の武帝ごろの孔子の子孫である孔安国。清代の考証学によって偽古文尚書とともに偽書であることが証明された。

- 書集伝 - 南宋の蔡沈が編纂。

### 詩経
- 毛伝  - 漢の毛亨・毛萇
- 韓詩外伝 -

- 詩集伝 - 南宋の朱熹

### 礼経
- 礼記（小戴礼記） - 漢の戴聖が編纂。
- 大戴礼記 - 漢の戴徳が編纂。

### 楽経
- 楽記 - 『礼記』に収録されている。

### 春秋経
- 春秋左氏伝 - 左丘明
- 春秋公羊伝 - 公羊高
- 春秋穀梁伝 - 穀梁赤

- 胡氏春秋伝 - 南宋の胡安国